# Mustapha Tlili
Mustapha Tlili (Feriana, Tunísia, 1937 - 20 d'octubre de 2017) va ser un escriptor i diplomàtic tunisià.
Va assistir a la madrassa (escola tradicional) a la seva ciutat natal i més tard va rebre una educació bilingüe a la Sorbona, on va obtenir el diploma d'Estudis Superiors de Filosofia. Va estudiar a l'Institut de Formació Professional i Investigació de les Nacions Unides i va treballar durant gairebé tretze anys a les oficines de l'ONU a Nova York. Es va traslladar a França el 1980. Va ser nomenat Cavaller de l'Ordre Francesa de les Arts i de les Lletres.
Ha publicat quatre novel·les en francès, totes elles autobiogràfiques: La rage aux tripes, Le bruit dort, Glorie des sables i La montagne du lion. A totes explora els traumes de la descolonització. I cadascuna d'elles denuncia la corrupció de l'aristocràcia ja sigui a la Península Aràbiga (Glorie des sabres), a París (La rage aux tripes), o a Nova York (Le bruit dor). La novel·la La montagne du lion se centra en la corrupció a Tunísia: Tlili fa una acusació formal dels règims de la independència, simbolitzats per la imatge recurrent del dictador megalòman que, en nom del progrés, destrueix l'ordre tradicional de les coses a aquest país.
El llenguatge utilitzat per Mustapha Tlili a les seves novel·les reflecteix una ira i un cinisme humorístic contra les classes altes de la societat. Tlili es manté fortament lligat al Magreb. La seva formació multilingüe i multicultural està present a les seves novel·les i reflecteix una nova tendència entre els escriptors magribins que escriuen en francès: en lloc d'estar limitat a dues cultures -àrab i francesa- com els seus predecessors, han expandit els seus horitzonts.
Amb Mustapha Tlili és possible parlar de l'inici de l'alliberament cultural dels escriptors magribins educats en la cultura francesa.